# Dale Carnegie
Dale Breckenridge Carnegie, właśc. Carnegey (ur. 24 listopada 1888 w Maryville w stanie Missouri, zm. 1 listopada 1955 w Nowym Jorku) – amerykański pisarz z zakresu psychologii i historii. Specjalizujący się w książkach z zakresu samorozwoju oraz umiejętności interpersonalnych.
Pochodził z biednej farmerskiej rodziny. Był drugim synem Jamesa Williama Carnageya i Amandy Elizabeth Harbison. W młodości pracował na wsi. Ukończył edukację w Kolegium Nauczycielskim w Warrensburgu. Po ukończeniu koledżu prowadził kursy korespondencyjne. Potem zaczął sprzedawać bekon oraz zupki dla Armour & Company.
Od 1912 roku prowadził w Nowym Jorku kursy zawodowe dla ludzi interesu. Początkowo zarabiał 30$ tygodniowo, a po napisaniu książki Jak zdobyć przyjaciół i zjednać sobie ludzi, którą przeczytało ponad 50 mln ludzi i przetłumaczono na 37 języków, stawał się coraz bardziej sławny.
Zmarł na mocznicę.

## Książki w języku polskim
- Jak przestać się martwić i zacząć żyć (How to Stop Worrying and Start Living), Studio EMKA, Warszawa, przekład: Paweł Cichawa, 365 stron, 11,5x18,2 cm, oprawa miękka, ISBN 83-85881-02-6
- Jak zdobyć przyjaciół i zjednać sobie ludzi (How To Win Friends and Influence People), Studio EMKA, Warszawa, przekład: Paweł Cichawa, 295 stron, 11,5x18 cm, oprawa miękka, ISBN 83-85881-01-8
- Jak tworzyć doskonałe relacje (How To Have Rewarding Relationships),Helion S.A., Gliwice, przekład: Bogusław Solecki, 215 stron, oprawa miękka, ISBN 978-83-283-8516-0
- Po szczeblach słowa (Public Speaking for Success), Studio EMKA, Warszawa, przekład: Dorota Piotrowska, 320 stron, 15x22,7 cm, oprawa miękka, ISBN 978-83-60652-51-0